# Listerine

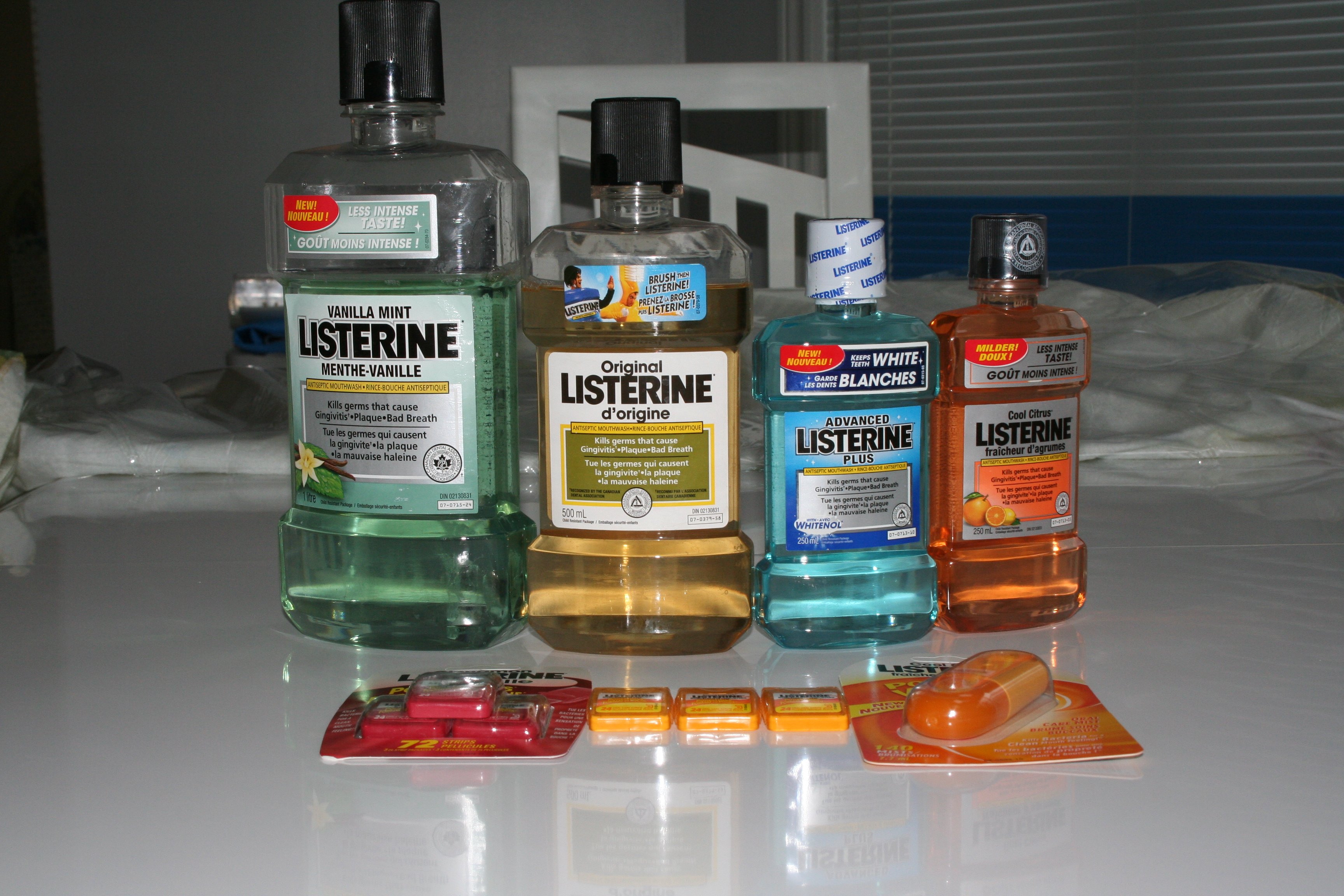
Divers produits Listerine

Listerine est une marque de bain de bouche antiseptique développée par Joseph Lawrence et Jordan Wheat Lambert en 1879. Elle fut nommée ainsi en l'honneur de Joseph Lister, premier médecin à stériliser le matériel médical avant les opérations chirurgicales, qui protesta peu après contre cette appellation sans obtenir gain de cause.
La Listerine est le bain de bouche le plus populaire actuellement vendu aux États-Unis. À l'origine, distribuée par la « Lambert Pharmacal Company » (qui devint plus tard la « Warner-Lambert », rachetée par la suite par Pfizer), la Listerine est vendue depuis décembre 2006 par Johnson & Johnson.
Sa formule originale possédait un goût très fort et fut sujette à de nombreuses variations pour l'adoucir. Ce produit fut vendu sous le slogan « Kills Microorganisms that cause bad breath », que l'on pourrait traduire par : « Tue les germes responsables de la mauvaise haleine »).
La marque Listerine produit également des dentifrices, des rinçages blanchissants ainsi que des bains de bouches fluorés ou destinés aux enfants. Plusieurs de ces produits existent en format de poche.

## Historique

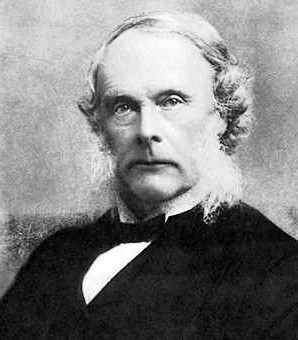
Sir Joseph Lister (1827-1912)

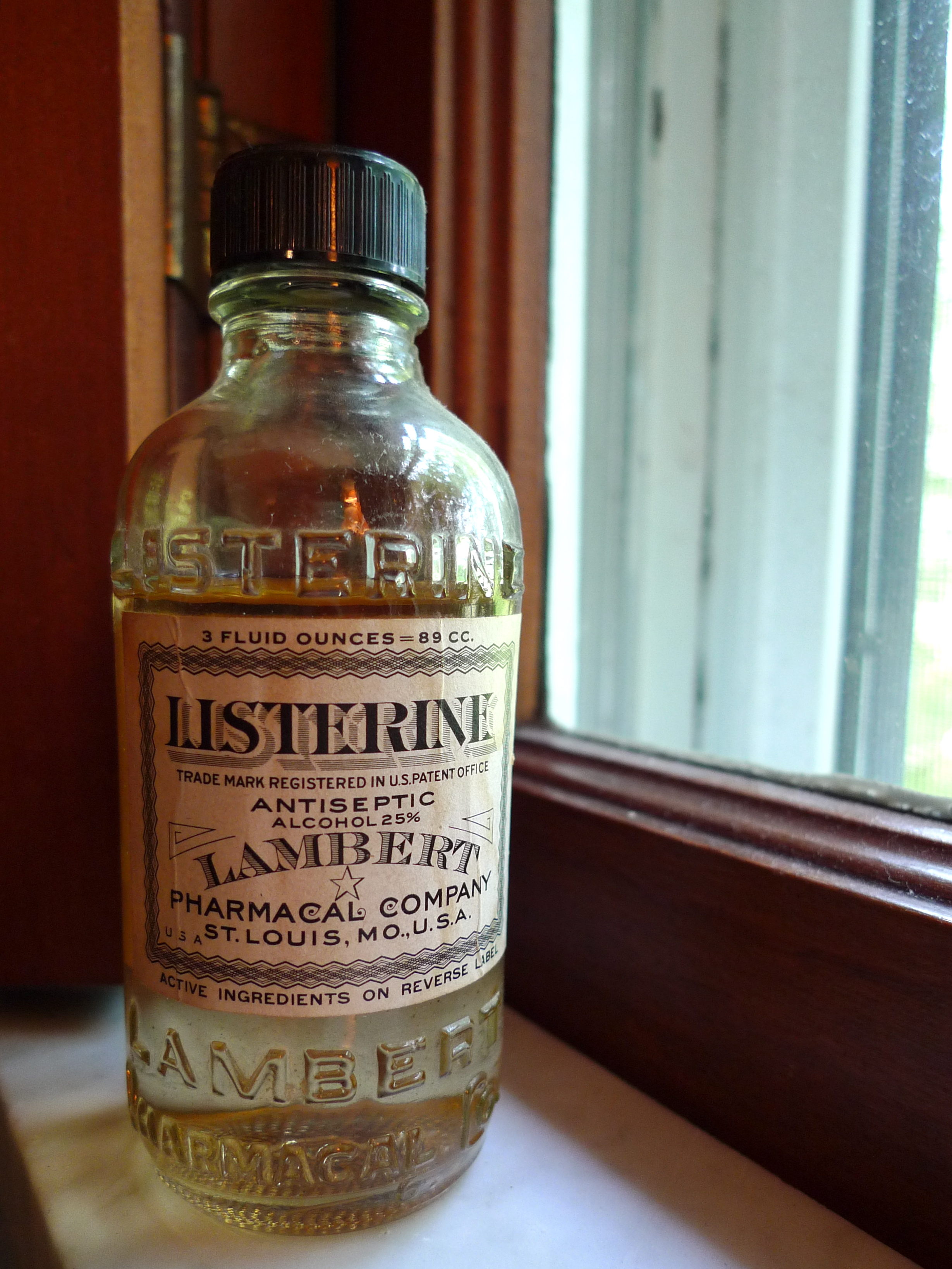
Bouteille de Listerine en verre avec une étiquette en papier. Le bouchon à vis indique que la bouteille a été fabriquée après 1920.

D'abord formulée en 1879 par le Dr Joseph Lawrence et Jordan Wheat Lambert à Saint-Louis en tant qu'antiseptique chirurgical, la Listerine est introduite dans la dentisterie en 1895 et devient dès 1914 le premier bain de bouche vendu au-delà des frontières américaines. En 1885, Lawrence revend ses parts à la Lambert Pharmacal Company.
D'après Freakonomics, l'ouvrage de l'économiste américain Steven Levitt :

« Listerine, par exemple, fut inventé au XIXe siècle comme un puissant antiseptique chirurgical. Il fut vendu plus tard, sous sa forme distillée, comme un nettoyant pour sol et un remède aux gonorrhées. Mais les ventes ne décollèrent qu'à partir des années 1920, quand il fut reconnu comme une solution aux chronic halitosis (terme anglais désignant la mauvaise haleine). Listerine utilisa pour sa publicité l'image de jeunes hommes et femmes, désespérés, désireux de se marier mais dégoûtés par l'haleine de l'autre. Une jeune fille se demandait « Puis-je être heureuse avec lui en dépit de ça ? ». Avant cela, la mauvaise haleine n'était pas conventionnellement considérée comme catastrophique mais Listerine modifia cette perception. Comme le dit le spécialiste de la publicité James B. Twitchell, « Listerine n'a pas autant créé le bain de bouche qu'il a créé la mauvaise haleine (halitosis). » En seulement sept ans, la compagnie fit passer son chiffre d'affaires de 115 000 $ à plus de 8 millions de dollars. »

En 1955, Lambert Pharmacal s'associe avec la société new-yorkaise Warner-Hudnut et devient la « Warner-Lambert Pharmaceutical Company and incorporated » à Delaware, Ohio ; le siège de la compagnie se trouvant à Morris dans le New Jersey. En 2000, Pfizer rachète Warner-Lambert,.
De 1921 et jusqu'au milieu des années 1970, la Listerine était également vendue comme un remède au rhume et aux douleurs de gorges[réf. souhaitée]. En 1976, la Federal Trade Commission (Commission Fédérale du Commerce américaine) décide que ces indications sont trompeuses, et que la Listerine n'a aucune efficacité pour prévenir et soigner les symptômes du rhume ou les douleurs de gorge. Il est alors exigé que Warner-Lambert arrête d'en faire la publicité, et d'inclure dans ses 10,2 millions de dollars de publicité pour la Listerine à venir la mention spécifique que « Contrairement à ce qui est dit dans les précédentes publicités, Listerine n'aide pas à prévenir le rhume ou les douleurs de gorge, ni à en réduire les symptômes »,.
Pendant une brève période à partir de 1927, la Lambert Pharmaceutical Company commercialise des cigarettes à la Listerine,.
Les publicités de 1930 affirmaient qu'appliquer de la Listerine sur le cuir chevelu pouvait prévenir les pellicules.

## Commercialisation
La Listerine est à l'origine vendue dans une bouteille de verre, à l'intérieur d'un tube de carton renforcé. Il fallut près de 80 ans pour qu'une première modification soit apportée à l'emballage. En 1992, la Listerine à la menthe fraîche (Cool Mint) est mise sur le marché, en plus de la formule classique ; en 1994, les deux formules sont vendues dans un contenant en plastique. 
En 1995, la formule Fresh Burst (littéralement « explosion de fraicheur ») est commercialisée, puis en 2003 la version Fresh Citrus (citron frais). En 2006, on ajoute parmi la gamme « adoucie » le parfum vanille/menthe[réf. souhaitée]. 
Actuellement, en plus de la version classique il existe une dizaine de produits Listerine différents, vendus aux États-Unis et dans le monde entier sous cette même marque.

## Composition
Les ingrédients actifs listés sur la bouteille de Listerine sont le menthol, le thymol, le salicylate de méthyle, et l'eucalyptol. Combinés, ils ont un effet antiseptique et il est possible que le salicylate de méthyle ait aussi un effet anti-inflammatoire.[réf. nécessaire]. 
L'éthanol, toxique pour les bactéries était concentré à 40 % ou plus, il est à présent à 21,6 % dans les formules parfumées et à 26,9 % dans la formule originale[réf. nécessaire]. À cette concentration, il ne joue plus qu'un rôle de solvant pour les autres composants.
Le produit est reconnu aux États-Unis comme de catégorie I pour son action antiseptique[réf. souhaitée].

## Efficacité
Des bains de bouche réguliers aident à prévenir la plaque dentaire et la gingivite chez les enfants, en plus de réduire les saignements de gencives. En comparaison, les rinçages en extra à l'eau ne sont pas aussi efficaces qu'utiliser de la Listerine dans l'hygiène buccale de tous les jours.
Le 6 janvier 2005, le juge Chin de la Cour locale du district Sud de New York juge que la campagne publicitaire réalisée par Pfizer, prétendant que la Listerine était aussi efficace que le fil dentaire pour combattre les caries dentaires et la gingivite, était fausse, trompeuse et posait un risque de santé publique[réf. nécessaire].

## Sécurité
Le 11 avril 2007, McNeil Consumer Healthcare (en) (McNeil-PPC), une entreprise de produits médicaux appartenant au groupe Johnson & Johnson, fait savoir qu'elle pense que des éléments dangereux se trouvent dans les bouteilles de Listerine vendues depuis 2006 sous le nom d’Agent Cool Blue, et fait rappeler toutes les bouteilles, ce qui concerne environ quatre millions d'unités. D'après la compagnie Listerine, c'est le seul produit supposé dangereux et aucun autre produit de la marque n'a été rappelé.
La Listerine est suspectée de développer les cancers de la bouche, à cause de la présence d'éthanol dans le mélange. Des études menées en 1985 1995 et 2003 démontrèrent le contraire. Cependant, des études menées à Cuba, en Argentine et au Brésil, et publiées en décembre 2008 dans le Australian Dental Journal arrivent à la conclusion suivante :

« Il n'y a pas de preuve suffisante pour valider l'hypothèse que le développement des cancers de la bouche soit affecté par l'utilisation de bains de bouche contenant de l'alcool. Alors que plusieurs de ces produits se sont montrés efficaces pour pénétrer le biofilm microbien in vitro et réduire le taux de bactéries, il serait sage de réduire son utilisation aux cadres de traitements thérapeutiques brefs. Il est possible que l'utilisation de bain de bouche non-éthylique soit aussi efficace. De plus, ces produits devraient être prescrits par des médecins au même titre que les autres médicaments. Il peut y avoir de bonnes raisons à l'utilisation de ces bains de bouche, mais pour des périodes courtes et contrôlées. En tant que tel, le patient devra recevoir des indications écrites et l'utilisation de ces produits devrait être réduite aux adultes pour des durées et des raisons spécifiques. L'auteur estime qu'à la lumière des éléments liant l'utilisation des bains de bouche éthyliques et le développement des cancers de la bouche, il ne serait pas possible pour un professionnel de la santé de recommander ces traitements pour de longues durées. »

En janvier 2009, Andrew Penman, le directeur général du Cancer Council New South Wales, demande que de nouvelles recherches sur le sujet soient faites. Dans un article en date de mars 2009, l'American Dental Association (en) (Association dentaire américaine) déclare que les « éléments actuels ne permettent pas d'établir un lien entre cancers de la bouche et bains de bouche éthyliques » ».
En 2009, Johnson & Johnson lance une version sans alcool de son produit, appelé « Listerine Zero ».